# أليكس بيل
أليكس بيل (بالإنجليزية: Alex Bell)‏ (1 يناير 1882 كيب تاون جنوب أفريقيا - 30 نوفمبر 1934 مانشستر المملكة المتحدة) هو لاعب كرة قدم بريطاني سابق كان يلعب كلاعب وسط.

## روابط خارجية
- أليكس بيل على موقع الاتحاد الإسكتلندي (الإنجليزية)
- أليكس بيل على موقع ناشيونال فوتبول تيمز (الإنجليزية)